# Марк Горацій Пульвілл (військовий трибун з консульською владою 378 року до н. е.)
Марк Гора́цій Пульві́лл (лат. Marcus Horatius Pulvillus; IV століття до н. е.) — політичний, державний і військовий діяч Римської республіки, військовий трибун з консульською владою (консулярний трибун) 378 року до н. е.

## Біографічні відомості
Походив з патриціанського роду Гораціїв. Про молоді роки його, батьків відомості не збереглися. Можливо він був братом Луція Горація Пульвілла, теж військового трибуна з консульською владою 386 року до н. е.
378 року до н. е. його було обрано військовим трибуном з консульською владою разом з Спурієм Фурієм Медулліном, Ліцінієм Мененієм Ланатом, Квінтом Сервілієм Фіденатом, Публієм Клелієм Сікулом і Луцієм Геганієм Мацеріном. Того часу, як в Римі патриції і плебеї дискутували щодо питання про римських громадян, яких віддавали в рабство через борги, вольски почали громити сільську місцевість навколо міста. Сенат одразу ж організував військову кампанію, і армію було розділено на дві частини. Спурій Фурій і Марк Горацій вторглися до території вольськів уздовж узбережжя, в той час як Квінт Сервілій і Луцій Геганій керували армією, яка була розташована навколо Риму. Оскільки вольски відмовилися від явних бойових дій, римляни вдалися до розграбування сільської місцевості супротивника. За цю каденцію були відновлені та реформовані правила царя Сервія Туллія стосовно різних коміцій. Цього ж року було встановлено дипломатичні відносини з Діонісієм I, тираном Сиракуз. 
Про подальшу долю Марка Горація Пульвілла згадок не збереглося.